# Ширяиха (микрорайон)
Ширяиха — микрорайон в Орджоникидзевском районе города Перми Пермского края России.
Имеет дачный характер. Упразднённый в 1953 году посёлок, включен в черту города в 1940.

## География
Находится к юго-востоку от микрорайона Гайва. Микрорайон ограничен с юга границей Мотовилихинского района, с запада лесным массивом, прилегающим к улице Новогайвинская, с востока Камой, с севера территорией дачного товарищества «Камская Поляна».

## История
Ширяиха была посёлком до 1953 года, потом территории был присвоен статус зоны катастрофического затопления Камской ГЭС, и людей расселили. Территория была отдана жителям района под сады и огороды. Развитию микрорайона, имеющего фактически дачный характер, мешает неурегулированный правовой статус земельных участков, которые находятся в зоне, запрещенной для приватизации.

## Транспорт
С другими микрорайонами города Ширяиха связана автобусными маршрутами, проходящими по улице Новогайвинская: 49, 53 и 3Т (такси).